# محمود رفعت
محمود رفعت هو خبير بالعلاقات الدولية وأكاديمي وكاتب، وهو رئيس المعهد الأوروبي للقانون الدولي والعلاقات الدولية ومقره بروكسيل في بلجيكا وباريس وستوكهولم في السويد.
صدر لرفعت العديد من المؤلفات في مجالات القانون الدولي والعلوم السياسية والعلاقات الدولية وكذلك علم الاجتماع. وهو مواطن فرنسي وبلجيكي من أصول مصرية مقيم بين فرنسا وبلجيكا وبريطانيا، ولد في 25 أبريل 1978 في محافظة القاهرة بمصر.

## النشاط الدولي
- مجموعة العمل الدولي لأجل السلام في ليبيا

أسًس رفعت مع رئيس الوزراء الليبي الأسبق عمر الحاسي مجموعة العمل الدولية لأجل السلام في ليبيا وتولى بها منصب المنسق العام، والتي انطلقت من العاصمة التونسية بمؤتمر صحفي يوم 15 مايو 2018 بحضور عدد من أعضاء البرلمان الأوروبي.
والتي أعلنت اعتزامها مطالبة المحكمة الجنائية الدواية ضم إسمي المبعوثين الأمميين لليبيا - غسان سلامة وبرناردينو ليون - للقضايا التي تنظرها بشأن ليبيا بسبب ما وصفته بـ"خروقات" ارتكبها المبعوثان، وتسببت في تعطيل عملية السلام في ليبيا والتي ما كانت لتحصل لولا استغلالهم لسلطتهم كمبعوثين للأمم المتحدة.
- مجموعة العمل الإنساني لأجل اليمن

أنشأ محمود رفعت مجموعة العمل الإنساني من أجل اليمن في 2019 بهدف السعي لوقف الحرب في اليمن والعمل على تقديم المساعدة لشعبه الذي كان قد تدهور وضعه الإنساني لدرجة أن الأمم المتحدة أكدت بعدة تقارير لها أن مأساة اليمن هي أسوأ كارثة إنسانية على كوكب الأرض وقتها. كذلك هدفت مجموعة العمل الإنساني من أجل اليمن للسعي لدى المجتمع الدولي للتدخل وإنهاء الحرب عبر عقد مفاوضات مباشرة بين أطراف الصراع.

## الترشح لجائزة نوبل للسلام
تم ترشيح محمود رفعت لجائزة نوبل للسلام مرتين قبل مجموعة من أساتذة الجامعات من مختلف البلدان وكذلك أعضاء في البرلمان الأوروبي مثل السيد كلاوس بوشنر وذلك لجهوده من أجل السلام في اليمن وليبيا وسوريا أيضًا.
في عام 2018 ، تم ترشيح رفعت لنيل جائزة نوبل للسلام من قبل مجموعة من أعضاء في البرلمان الأوروبي على رأسهم السيد كلاوس بوشنر لعمله على مساعدة ضحايا النزاعات في سوريا واليمن وليبيا ، وكذلك مشاركته في تفعيل دور القانون الدولي في ليبيا.
في عام 2019 ، تم ترشيح رفعت للمرة الثانية لجائزة نوبل للسلام من قبل رئيس الوزراء الليبي الأسبق عمر الحسي مع العديد من أساتذة الجامعات من دول مختلفة لمجهوداته من أجل السلام في ليبيا والدور الذي قام به في ليبيا في المجالات السياسية والقانونية. على المستويات الدولية من أجل إنهاء الصراع المسلح. إلى جانب مساعيه الإنسانية في اليمن، حيث أطلق من خلال المعهد الأوروبي للقانون الدولي والعلاقات الدولية المجموعة الإنسانية الدولية لليمن والتي تهدف إلى ضمان الغذاء والمعدات الطبية للمدنيين في اليمن.

## مؤلفات وكتب منشورة
أصدر محمود رفعت العديد من الكتب في مجالات القانون الدولي والعلوم السياسية والعلاقات الدولية وكذلك علم الاجتماع، منها:
- القانون الدولي

- القانون الدولي والحوكمة العالمية، 2019، ردمك: 9798498777597 [13]
- دور المحكمة الجنائية الدولية في السلام الدولي، 2013، ردمك 9798512777138 [14]
- العقوبات الاقتصادية الدولية بين القانون الدولي والممارسة، 2014، ردمك: 9798483893417 [15]
- النزاعات المسلحة غير الدولية في القانون الدولي، 2012، ردمك: 9798488376700 [16]
- تكامل النظم القانونية الجنائية الوطنية والدولية، 2011، ردمك: 9798512770689 [17]

- العلاقات الدولية
- دور القانون الدولي في السياسة الدولية، 2017، ردمك: 9798493243936 [18]
- الثورة الجديدة في العلوم السياسية، 2015 ، ردمك: 9798779961103 [19]
- الأخلاق والدين في العلاقات الدولية - الاستخدام والاستثمار، 2012، ردمك: 9798781283668 [20]
- علم الاجتماع
- الإسلاموفوبيا: الجذور والعواقب والحلول، 2021، ردمك: 9798472245562 [21]

- الإرهاب الإسلامي، الخرافة والواقع، 2020، ردمك: 9798472678001 [22]